# Сен-Жюдос
Сен-Жюдо́с (фр. Saint-Judoce, брет. Sant-Yuzeg) — коммуна во Франции, находится в регионе Бретань. Департамент — Кот-д’Армор. Входит в состав кантона Ланвалле. Округ коммуны — Динан.
Код INSEE коммуны — 22306.

## География
Коммуна расположена приблизительно в 330 км к западу от Парижа, в 35 км северо-западнее Ренна, в 65 км к востоку от Сен-Бриё.
Вдоль северной границы коммуны протекает река Линон и проходит канал Иль-э-Ранс.

## Население
Население коммуны на 2016 год составляло 569 человек.
| 1962 | 1968 | 1975 | 1982 | 1990 | 1999 | 2010 | 2016 |
| ---- | ---- | ---- | ---- | ---- | ---- | ---- | ---- |
| 487  | 495  | 430  | 420  | 422  | 443  | 549  | 569  |

## Администрация
| Период | Период | Фамилия                 | Партия                             | Примечания |
| ------ | ------ | ----------------------- | ---------------------------------- | ---------- |
| 2001   | 2008   | Андре Ниволь            |                                    |            |
| 2008   | 2014   | Луи Буан                | Христианско-демократическая партия |            |
| 2014   | 2018   | Мартьяль Ферье          |                                    | пенсионер  |
| 2018   | 2018   | Жиль Лассаль (временно) |                                    |            |
| 2018   |        | Мартьяль Ферье          |                                    | пенсионер  |

## Экономика
В 2007 году среди 317 человек в трудоспособном возрасте (15—64 лет) 248 были экономически активными, 69 — неактивными (показатель активности — 78,2 %, в 1999 году было 68,1 %). Из 248 активных работали 232 человека (124 мужчины и 108 женщин), безработных было 16 (9 мужчин и 7 женщин). Среди 69 неактивных 24 человека были учениками или студентами, 23 — пенсионерами, 22 были неактивными по другим причинам.

## Достопримечательности
- Церковь Сен-Жюдос (XII век). Исторический памятник с 1925 года[3]

## Фотогалерея

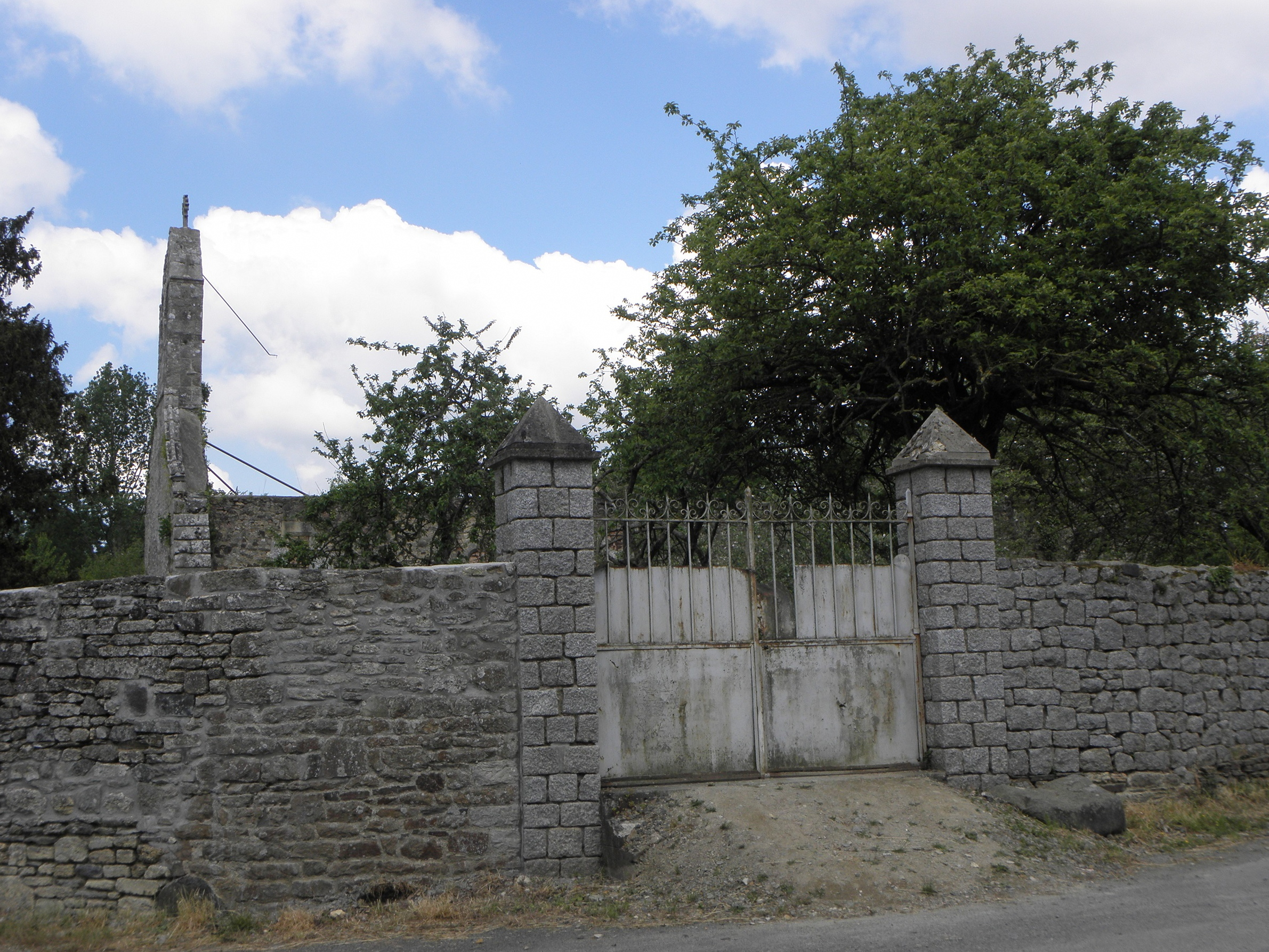
Церковь Сен-Жюдос
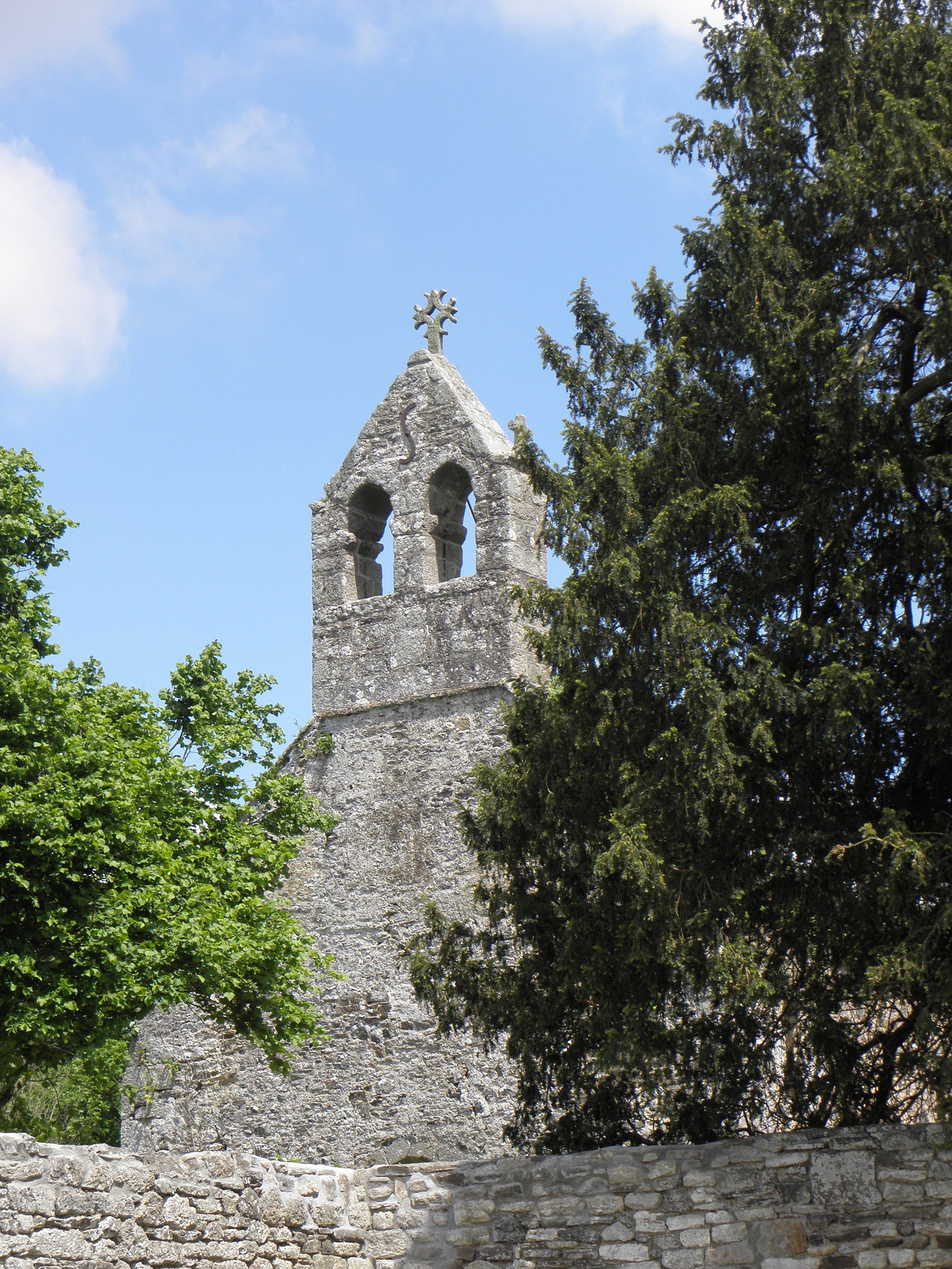
Церковь Сен-Жюдос
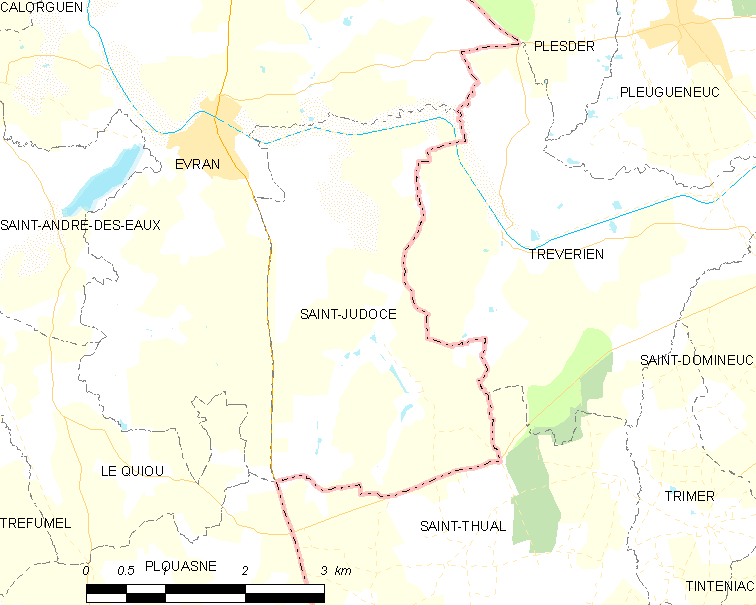
Карта коммуны